# Darren Bailey
Darren Bailey (17 de março de 1966) é um político americano. Ele é um membro republicano do Senado de Illinois pelo 55º distrito. Anteriormente, ele foi membro da Câmara dos Representantes de Illinois para o 109º distrito no sul de Illinois. Ele também é um candidato republicano para a eleição para governador de Illinois em 2022.